# Гімн Канади
«О Канадо» («O Canada») — національний гімн Канади, що існує у двох офіційних варіантах: англомовному та франкомовному.
Спочатку гімн написано було французькою мовою 1880 року жителями Квебеку: автор — Адольф-Базиль Рутьє, композитор — Калікс Лавальє. У 1906 з'явився англомовний переклад, а в 1908 — оригінальна англійська версія Роберта Стенліа Вейра, яка не була перекладом французької. Останню версію тричі переглядали, (останній раз 1980 року), тоді як французьку версію не змінювали. Офіційно затверджена як канадський гімн у 1980 році. 2018 року слова «у серцях твоїх синів» було офіційно змінено на ґендерно-нейтральні «у всіх наших серцях».
Існують і неофіційні переклади гімну «О Канадо» українською та іншими мовами.

## Тексти
| Англійський текст | Французький текст |
| --- | --- |

| O Canada! Our home and native land! True patriot love in all of us command. With glowing hearts we see thee rise, The True North strong and free! From far and wide, O Canada, We stand on guard for thee. God keep our land glorious and free! O Canada, we stand on guard for thee.                | Ô Canada! Terre de nos aïeux, Ton front est ceint de fleurons glorieux! Car ton bras sait porter l'épée, Il sait porter la croix! Ton histoire est une épopée Des plus brillants exploits. Et ta valeur, de foi trempée, Protégera nos foyers et nos droits Protégera nos foyers et nos droits. |
| Переклад українською | Переклад українською |
| О Канада! Наш дім і рідна земля! Любов патріотів у всіх наших серцях. З палаючими серцями ми бачимо твій схід, Справжня Північ, сильна і вільна! Звідусіль, о Канада Ми стаємо на твій захист. Хранитиме Бог нашу країну славною і вільною! О Канада, ми захищаємо тебе О Канада, ми захищаємо тебе! | О Канада! Земля наших предків На тобі яскравий пояс прекрасних квітів. Нехай рука, що мечем так володіє, І так твердо святий хрест несе Вся історія чия — епопея Найяскравіших подвигів Сповнених мужністю і вірою Захистить наші домівки і права                                               |